# Саут-Ковентрі Тауншип (округ Честер, Пенсільванія)
Саут-Ковентрі Тауншип (англ. South Coventry Township) — селище (англ. township) в США, в окрузі Честер штату Пенсільванія. Населення — 2796 осіб (2020).

## Демографія
Згідно з переписом 2010 року, у селищі мешкали 2604 особи в 955 домогосподарствах у складі 736 родин. Було 999 помешкань
Расовий склад населення:
| - 96,9 % — білих - 1,0 % — азіатів - 0,5 % — чорних або афроамериканців - 0,2 % — корінних американців |

До двох чи більше рас належало 1,2 %. Частка іспаномовних становила 1,7 % від усіх жителів.
За віковим діапазоном населення розподілялося таким чином: 27,2 % — особи молодші 18 років, 59,6 % — особи у віці 18—64 років, 13,2 % — особи у віці 65 років та старші. Медіана віку мешканця становила 40,8 року. На 100 осіб жіночої статі у селищі припадало 101,7 чоловіків;  на 100 жінок у віці від 18 років та старших — 98,5 чоловіків також старших 18 років.
Середній дохід на одне домашнє господарство  становив 106 932 долари США (медіана — 89 815), а середній дохід на одну сім'ю — 122 655 доларів (медіана — 110 313). Медіана доходів становила 77 917 доларів для чоловіків та 54 896 доларів для жінок. За межею бідності перебувало 6,6 % осіб, у тому числі 9,1 % дітей у віці до 18 років та 4,7 % осіб у віці 65 років та старших.
Цивільне працевлаштоване населення становило 1332 особи. Основні галузі зайнятості: освіта, охорона здоров'я та соціальна допомога — 20,4 %, виробництво — 15,5 %, науковці, спеціалісти, менеджери — 14,0 %.